# Träkyrkor i den slovakiska delen av Karpaterna
Träkyrkor i den slovakiska delen av Karpaterna är ett världsarv bestående av åtta träkyrkor och ett klocktorn uppförda på 1500-, 1600- och 1700-talet på åtta olika platser i Slovakien. 
Träkyrkorna inkluderar två Romersk-katolska (i Hervartov och Tvrdošín), tre protestansiska (i Hronsek, Leštiny och Kežmarok) och tre grekiskortodoxa (i Bodružal, Ruská Bystrá och Ladomirová) samt ett klocktorn i Hronsek. De utsågs till världsarv av Unesco år 2008.
Vid sidan om de kyrkor som tillhör världsarvet finns ytterligare ett 50-tal träkyrkor i Slovakien.

## Galleri

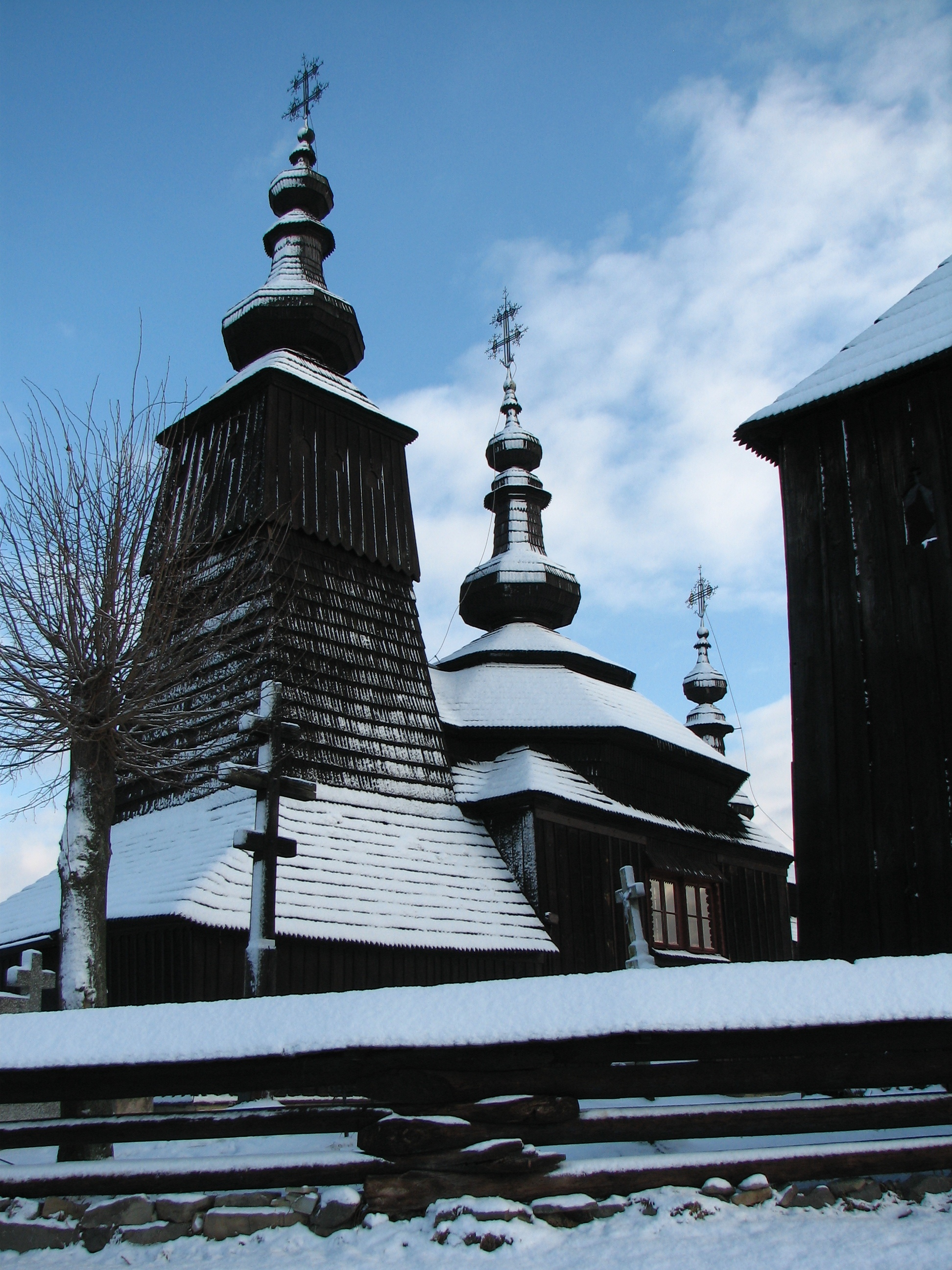
Grekiskortodoxa Ärkeängeln Mikaels träkyrka in Ladomirová
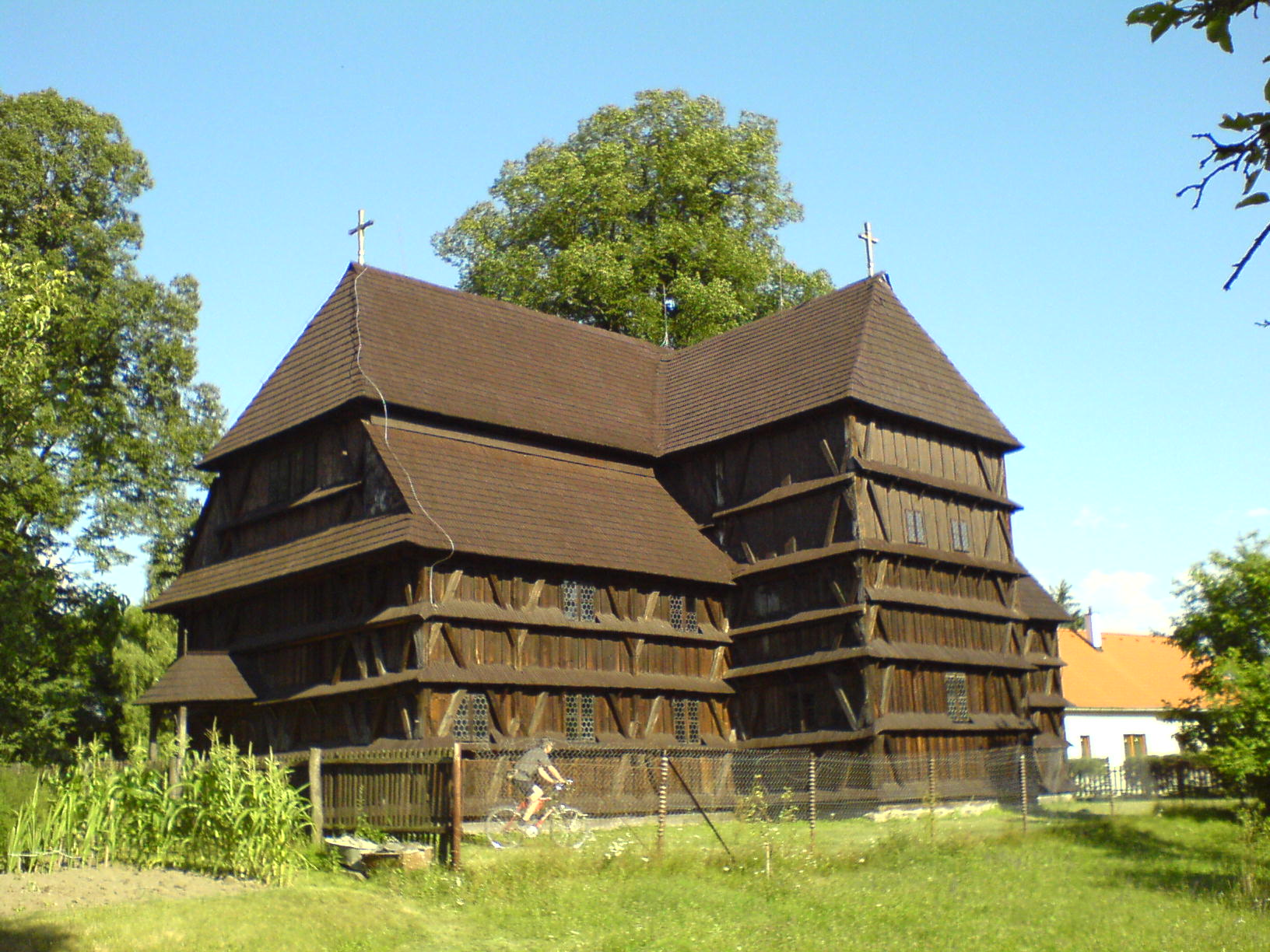
Protestantiska träkyrkan i Hronsek
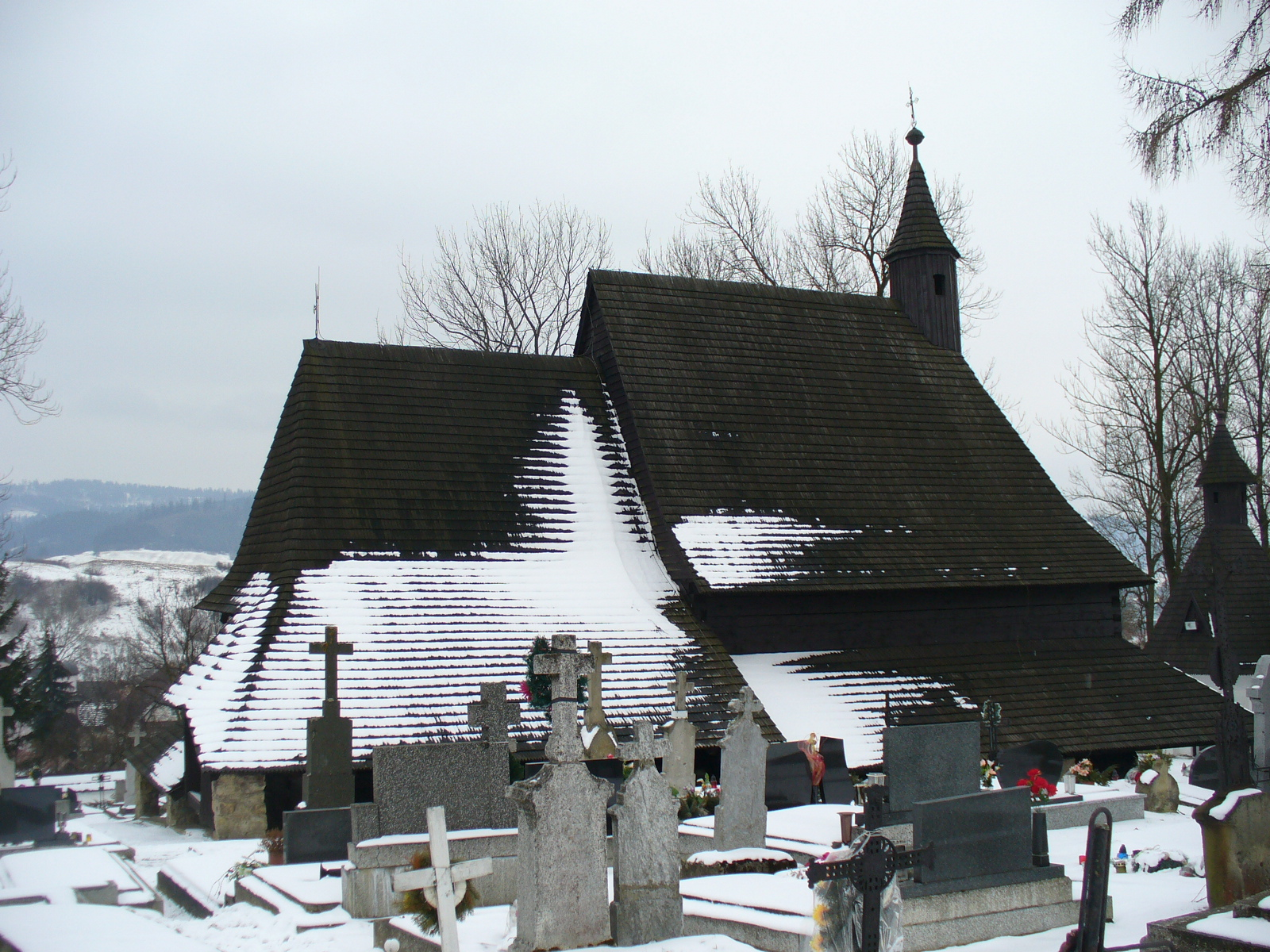
Romersk-katolska Alla Helgons kyrka i Tvrdošín